# Kenangan Baru
Kenangan Baru is een bestuurslaag in het regentschap Deli Serdang van de provincie Noord-Sumatra, Indonesië. Kenangan Baru telt 22.738 inwoners (volkstelling 2010).